# Stafford Dickens
Charles Stafford Dickens (16 de abril de 1888 – 12 de outubro de 1967) foi um roteirista e diretor de cinema britânico.

## Filmografia selecionada
Roteiro
- The Midshipmaid (1932)
- Car of Dreams (1935)
- Windbag the Sailor (1936)
- Everybody Dance (1936)
- Follow Your Star (1938)
- The Voice Within (1945)
- My Wife's Lodger (1952)

Diretor
- Please Teacher (1937)
- Skimpy in the Navy (1949)